# Elevation (canción de U2)
«Elevation» (en español: «Elevación») es el tercer sencillo del álbum All That You Can't Leave Behind, del grupo de rock irlandés U2, realizado en el año 2000. Fue utilizado para abrir la gira "Elevation Tour" y fue canción obligada en las mangas del "Vertigo Tour". Fue también el tema central de la película Lara Croft: Tomb Raider. En 2002 Elevation ganó el premio Grammy a la mejor interpretación rock de un dúo o grupo con vocalista.

## Video musical
El video musical de "Elevation" fue dirigido por Joseph Kahn.

## Formatos y listas de canciones
- Versión 1

1. «Elevation» (Tomb Raider Mix) (3:35)
2. «Elevation» (Escalation Mix) (7:04)
3. «Elevation» (Vandit Club Mix) (8:54)

Versión en CD lanzada solo en el Reino Unido.
- Versión 2

1. «Elevation» (Tomb Raider Mix) (3:35)
2. «Last Night on Earth» (Live from Ciudad de México) (6:20)
3. «Don't Take Your Guns to Town» (4:11)

Primera edición regular de CD, lanzada en Europa, Canadá y el Reino Unido.
- Versión 3

1. «Elevation» (Tomb Raider Mix) (3:35)
2. «Elevation» (The Biffco Mix) (4:18)

Solo para Europa.
- Versión 4

1. «Elevation» (Tomb Raider Mix) (3:35)
2. «Elevation» (Escalation Mix) (7:04)
3. «Elevation» (Influx Remix) (4:02)
4. «Elevation» (Quincey and Sonance Mix) (6:53)

Segundo CD regular lanzado en Europa, Australia y Canadá. La versión lanzada en Australia también tiene "Last Night on Earth" (En vivo desde Ciudad de México).
- Versión 5

1. «Elevation» (Tomb Raider Mix) (3:35)
2. «I Remember You» (Live from Irving Plaza) (1:28)
3. «New York» (Live from Irving Plaza) (5:42)
4. «I Will Follow» (Live from Irving Plaza) (3:51)

Llamada la "Tour Edition," esta versión fue vendida en las paradas de la banda en el Elevation Tour. "I Remember You" era un cover de Ramones.
- Versión 6

1. «Elevation» (Tomb Raider Mix) (3:35)
2. «I Remember You» (Live from Irving Plaza) (1:28)
3. «New York» (Live from Irving Plaza) (5:42)
4. «Don't Take Your Guns to Town» (4:11)
5. «Elevation» (The Biffco Mix) (4:18)

Lanzado solo en Australia.
- Versión 7

1. «Elevation» (Tomb Raider Mix) (3:35)
2. «Elevation» (Tomb Raider Mix - Enhanced Video) (3:50)
3. Excerpts from MTV's Making the Video

Edición de sencillo en DVD.
- Versión 8

1. «Beautiful Day» (Quincey and Sonance Mix) (7:56)
2. «Beautiful Day» (The Perfecto Mix) (7:48)
3. «Beautiful Day» (David Holmes Remix) (5:34)
4. «Elevation» (The Vandit Club Mix) (8:54)
5. «Elevation» (Influx Remix) (4:02)
6. «Elevation» (Escalation Mix) (7:04)
7. «Elevation» (Quincey and Sonance Remix) (6:53)

Grabación doble de disco de 12'', sólo en el Reino Unido.
- Datos: Q1970769